# اچ‌ام‌اس اسکاربرو (ال۲۵)
اچ‌ام‌اس اسکاربورو (ال۲۵) (به انگلیسی: HMS Scarborough (L25)) یک کشتی بود که طول آن ۲۵۰ فوت (۷۶ متر) بود. این کشتی در سال ۱۹۳۰ ساخته شد.